# Филатова, Вера
Вера Филатова (род. 6 ноября 1982, Харцызск, Донецкая область) — британско-украинская актриса театра, кино и телевидения. Получила известность благодаря ролям в телесериалах «Пип шоу» (2009) и «Я и миссис Джонс» (2012).

## Биография
Родилась 6 ноября 1982 года в Харцызске, Донецкая область, Украинская ССР. В 13 лет переехала в Великобританию для учёбы в колледже.
С 1995 по 1998 год училась в Брайтонском колледже. В 2006 году окончила Лондонскую Академию музыки и драматического искусства.
С 2014 года неоднократно высказывалась о вооружённом конфликте в Донбассе, за что подвергалась критике со стороны западных журналистов. В 2015 году Филатова написала статью по этому вопросу для «Russia Insider». В течение 2014-2015 годов она активно выступала за прекращение огня и выражала обеспокоенность по поводу недискриминационного обстрела жилых районов из Градов в Донбассе, что, по результатам расследований Human Rights Watch на местах, с большой вероятностью было осуществлено силами правительства Украины.

## Карьера
В 2006 году в театре «Русские ночи» сыграла роль Неточки Незвановой в одноимённом моноспектакле по произведению Ф. М. Достоевского. В декабре 2006 года спектакль «Неточка Незванова» был удостоен диплома «Театр высокой литературы» на Санкт-Петербургском фестивале независимого театра «Рождественский парад». Он также с успехом был показан в Лондоне, принимал участие в Эдинбургском фестивале. В дальнейшем актриса ещё не раз играла эту роль в других театрах, а в 2013 году вышел украинский телефильм «Неточка Незванова» с её участием.
Дебютировала в кино в 2007 году. Снималась в отдельных эпизодах сериалов «Призраки» (2007), «Последний детектив» (2007), «Чисто английское убийство» (2007), «Отдел мокрых дел» (2009), «Пуаро Агаты Кристи» (2010), «Бездна» (2010), «Врачи» (2011), «Крэканори» (2013—2014).
В 2009 году вошла в основной состав 6 сезона телесериала «Пип шоу». Также снималась в фильмах «Убийцы вампирш-лесбиянок» и «Королева славян».
В 2009 году попала в список самых сексуальных восходящих звезд британского кино по версии журнала «Total Film».
В 2012 году сыграла одну из главных ролей в телесериале «Я и миссис Джонс».
В 2013 году выступила режиссёром, сценаристом и продюсером короткометражного фильма «Карта мира».
Снималась в рекламе напитков Zeo.
В 2020 году вышел фильм «Книга видения», в котором Филатова сыграла вместе с Чарльзом Дэнсом, Лоттой Вербек и Сверриром Гуднасоном.

## Личная жизнь
В мае 2008 года вышла замуж за итальянского архитектора Робина Монотти Грациади. Воспитывает сына Николя и дочь.
Говорит на шести языках: русском, украинском, английском, испанском, итальянском, шведском.

## Фильмография
| Год       |     | Русское название          | Оригинальное название    | Роль                 |
| --------- | --- | ------------------------- | ------------------------ | -------------------- |
| 2007      | тф  | Всё обо мне               | All About Me             | Петра                |
| 2007      | с   | Последний детектив        | The Last Detective       | Касиа                |
| 2007      | с   | Чисто английское убийство | The Bill                 | Рита Петренко        |
| 2007      | с   | Призраки                  | Spooks                   | Анастасия Посельская |
| 2009      | ф   | Убийцы вампирш-лесбиянок  | Lesbian Vampire Killers  | Ева                  |
| 2009      | ф   | Королева славян           | The Pagan Queen          | Тэтка                |
| 2009      | с   | Отдел мокрых дел          | Blue Murder              | Таня Лукас           |
| 2009      | с   | Пип шоу                   | Peep Show                | Елена                |
| 2010      | с   | Пуаро Агаты Кристи        | Agatha Christie's Poirot | Ольга Семинофф       |
| 2010      | с   | Бездна                    | The Deep                 | Светлана             |
| 2011      | с   | Врачи                     | Doctors                  | Петра Формоза        |
| 2012      | кор | Линия огня                | Line of Fire             | Ирина                |
| 2012      | с   | Я и миссис Джонс          | Me and Mrs Jones         | Инка                 |
| 2013      | ф   | Властелин любви           | The Look of Love         | Моника               |
| 2013      | тф  | Неточка Незванова         | Nameless Nobody          | Неточка Незванова    |
| 2013—2014 | с   | Крэканори                 | Crackanory               | Ирина / Вирджиния    |
| 2016      | кор | Выход                     | The Exit                 | Айсла                |
| 2019      | кор |                           | The Silence of I Am      | Вера                 |
| 2020      | кор | Белый свет                | White Light              | поэт                 |
| 2020      | ф   | Книга видения             | The Book of Vision       | Ривка Соркин         |